# Jan Szczepanowski
Jan Szczepanowski (ur. 8 lutego 1901 w Buczaczu, zm. 1977) – członek ruchu oporu.

## Życiorys
Urodził się jako syn Józefa i Anny. W latach 1916–18 przebywał w Czechosłowacji. Na Górny Śląsk przybył w 1922 roku. W latach 1922–24 odbył służbę wojskową w 11 Pułku Piechoty w Tarnowskich Górach uzyskując stopień kaprala. Pracował w wielu zakładach, w latach 1937-42 w Hucie "Florian" w Świętochłowicach. 
Od 1940 roku do aresztowania w dniu 6 stycznia 1942 Szczepanowski był członkiem świętochłowickiego ruchu oporu - należał do konspiracyjnej organizacji "Ku Wolności", później Polski Związek Wolności. Był kierownikiem konspiracyjnej "Piątki", brał udział w działalności sabotażowej, gromadzeniu broni, kolportażu gazetek konspiracyjnych "Kilof Śląski" oraz w akcji wywiadowczej. Latem 1942 roku organizacja została zdekonspirowana, a jej członków aresztowano. Jan Szczepanowski został wpierw osadzony w obozie przejściowym w Mysłowicach, następnie w Oświęcimiu (nr 64765) i Mauthausen (nr 78771), gdzie dotrwał do wyzwolenia obozu w maju 1945 roku.
Po powrocie z obozu podjął ponownie pracę w Hucie Florian, gdzie pracował do 1964 roku. Odznaczony m.in. Krzyżem Kawalerskim Orderu Odrodzenia Polski. 